# Millerntor-stadion
Millerntor-Stadion (1970. – 1998.: Wilhelm-Koch-Stadion) je igralište nogometnog kluba FC St. Pauli i igralište za američki nogomet kluba Hamburg Blue Devils. 
Stadion se nalazi u hamburškom kvartu St. Pauli na Heiligengeistfeldu. Ukupno stadion može primiti 29.063 gledatelja.

## Povijest
Prva igrališta na Heiligengeistfeldu sagrađena su nakon Prvog svjetskog rata. 
Već 1946. navijači i klub FC St. Pauli su iz ruševina sagradili igralište pokraj hamburške metro stanice St. Pauli. 1961., ali stadion je srušen, da bi se napravilo mjesto za parka Planten un Blomen.
U isto vrijeme je počela gradnja današnjeg stadiona na Heiligengeistfeldu, koji je završen tek 1963., zbog problema s ugradnjom odvoda za vodu.
1970. se stadion preimenovao u čast prijašnjeg predsjednika Wilhelma Kocha u Wilhelm-Koch-Stadion. 
30. listopada 1998. stadionu se opet vratilo staro ime Millerntor-Stadion, unatoč velikom protivljenju dijela članova kluba. Odluka je donesena zbog činjenice da je Wilhelm Koch bio član Njemačke Nacionalsocijalističke radničke stranke, iako najvjerojatnije zbog političkog pritiska.   
Stadion se nekoliko puta preuređivao, jer se ukupni broj gledatelja od 32.000 morao smanjiti postepeno na 20.029 radi sigurnosni razloga. Desetljećima se razmišljalo o gradnji novog stadiona, ali radi financijski problema gradnja se nije ostvarila. Tako se broj gledatelja 2005. opet morao smanjiti za 829 mjesta na 19.800.
Na godišnjoj skupštini 2007. članovi FC St. Paulija su odlučili da se ime stadiona ne smije mijenjati zbog financijske potpore klubu za bilo koje reklamiranje.

## Budućnost
Do početka sezone 2010./11. planirana je obnova stadiona (32 milijuna €) i broj gledatelja bi se trebao povisiti na 27.000. FC St. Pauli je za to i od grada Hamburga dobio potporu u visini od 5,5 milijuna €. 

## Podaci
- Stadion može primiti 29.063 gledatelja.
- Mjesta za navijače protivnika: 420 sjedeća mjesta i 1440 tj. 2025 obična mjesta

## Vanjske poveznice
- Informacije na službenoj stranici FC St. Paulija  Arhivirana inačica izvorne stranice od 29. kolovoza 2007. (Wayback Machine)
- Slike Millerntor-Stadion  Arhivirana inačica izvorne stranice od 31. ožujka 2014. (Wayback Machine)
- Cjenik  Arhivirana inačica izvorne stranice od 29. kolovoza 2007. (Wayback Machine)